# 5546 Salavat
5546 Salavat (1979 YS) là một tiểu hành tinh vành đai chính được phát hiện ngày 18 tháng 12 năm 1979 bởi H. Debehogne ở La Silla.